# Sean Gelael
Muhammad Sean Ricardo Gelael (Jacarta, 1 de novembro de 1996) é um automobilista indonésio.

## Carreira

### Fórmula 2
Gelael disputou a temporada do Campeonato de Fórmula 2 da FIA de 2017 pela equipe da Pertamina Arden, juntamente com o piloto francês Norman Nato.
Para a temporada de 2018, Gelael competiu pela equipe Prema Racing, juntando-se ao piloto neerlandês Nyck de Vries.
Para a disputa da temporada de 2019, Gelael permaneceu com a Prema, em parceria com o piloto campeão do Campeonato Europeu de Fórmula 3 da FIA de 2018, Mick Schumacher. Para a temporada de 2020, ele se mudou para DAMS. Durante um acidente em Barcelona, ele fraturou uma vértebra, o que o levou a perder a segunda corrida em Barcelona e as etapas seguintes, sendo substituído por Jüri Vips. Com Gelael retornando ao seu posto na DAMS somente para a disputa das duas últimas etapas da temporada, que foram realizadas no Barém.

### Fórmula 1
Gelael foi contratado para quatro seções de treinos livres para a Scuderia Toro Rosso durante a temporada de 2017 — em Singapura, Malásia, Estados Unidos e México.